# Parapsaenythia serripes
Parapsaenythia serripes là một loài Hymenoptera trong họ Andrenidae. Loài này được Ducke mô tả khoa học năm 1908.